# Cattedrale di Ayr
La cattedrale di Santa Margherita (in inglese Cathedral of Saint Margaret) è situata nella città di Ayr, in Scozia, ed è la cattedrale cattolica della diocesi di Galloway.

## Storia
La prima pietra della chiesa di Santa Margherita è stata posta nel 1826, dopo molte petizioni da parte del Rev. William Thomson, primo parroco di Ayr. La nuova chiesa è stata inaugurata ufficialmente nel 1827. Nel 1895 è stata aperta per i bambini della parrocchia una scuola adiacente alla chiesa. La chiesa è divenuta cattedrale solo nel 2007.
Sede della diocesi di Galloway era originariamente la città di Dumfries, con la chiesa cattedrale di Sant'Andrea. Nel 1947 la Costituzione Apostolica Dominici Gregis eresse la provincia di Glasgow con la creazione delle diocesi di Motherwell e Paisley come suffraganee. Contestualmente dieci parrocchie nel nord di Ayrshire vennero trasferite alla diocesi di Galloway, con la conseguenza che Dumfries non fosse più centrale per la popolazione della diocesi nel suo insieme. L'allora vescovo Joseph McGee decise così di spostare la residenza ad Ayr. In seguito alla distruzione della cattedrale di Sant'Andrea in un incendio il 10 maggio 1961, il vescovo McGee chiese a Papa Giovanni XXIII il permesso di edificare una cattedrale nella città di Ayr e di utilizzare la chiesa del Buon Pastore a tale scopo fino alla realizzazione della nuova sede. L'autorizzazione fu concessa il 12 marzo 1962 ma negli anni che seguirono le circostanze mutarono e la nuova cattedrale non fu mai costruita.
Gravi problemi strutturali per la chiesa del Buon Pastore, sommati al consistente calo del numero di coloro che frequentavano la cattedrale, indussero nel settembre 2001 il vescovo Maurice Taylor a chiedere alla Santa Sede il permesso di trasferire la sede della cattedrale alla chiesa di Santa Margherita, ad Ayr. La decisione fu rimandata ed anche il nuovo vescovo, John Cunningham, rinnovò la richiesta. Papa Benedetto XVI approvò infine il trasferimento della cattedrale a partire dal 28 luglio del 2007.